# The Modern Age
The Modern Age és l'extended play debut de la formació d'indie rock americana The Strokes. Fou publicat el 29 de gener de 2001 al Regne Unit i el 22 de maig d'aquell mateix any als Estats Units. L'EP conté tres cançons, les quals figurarien al seu àlbum de debut Is This It també del 2001. Totes foren enregistrades de nou amb lletres i estructures lleugerament diferents.

## Llista de pistes
Totes les cançons foren escrites i compostes per Julian Casablancas. 
| Núm.          | Títol            | Durada |
| ------------- | ---------------- | ------ |
| 1.            | «The Modern Age» | 3:13   |
| 2.            | «Last Nite»      | 3:19   |
| 3.            | «Barely Legal»   | 4:37   |
| Durada total: | Durada total:    | 11:09  |